# Football League War Cup
Football League War Cup a fost o competiție fotbalistică din Anglia și  Țara Galilor ce s-a ținut în perioada celui de Al Doilea Război Mondial între anii 1939-1945.

### Finale
|           | Campioana                                  | Finalista        |
| --------- | ------------------------------------------ | ---------------- |
| 1939–1940 | West Ham United                            | Blackburn Rovers |
| 1940–1941 | Preston North End                          | Arsenal          |
| 1941–1942 | Wolverhampton Wanderers                    | Sunderland       |
| 1942–1943 | Blackpool                                  | Arsenal          |
| 1943–1944 | Charlton Athletic and Aston Villa (shared) |                  |
| 1944–1945 | Bolton Wanderers                           | Chelsea          |